# SIAM Journal on Computing
La SIAM Journal on Computing (SICOMP) es una publicación científica enfocada en los aspectos matemáticos y formales de la ciencia de la computación. Es publicada por la Society for Industrial and Applied Mathematics (SIAM). Hasta al menos septiembre de 2008, Éva Tardos ocupaba el puesto de redactor jefe.